# Герой Республіки Куба
Герой Республіки Куба (ісп. Héroe de la República de Cuba) — вище звання і державна нагорода Республіки Куби. Герою Куби вручається знак особливої відзнаки — медаль «Золота зірка».

## Історія
Звання Героя Республіки Куби було засновано законом Nº 17 28 червня 1978 року. Їм можуть бути нагороджені як громадяни Куби, так і іноземні громадяни. Звання може також присвоюватися містах та населених пунктах. Кожному хто отримав звання героя, також вручається орден «Плайя Хірон». Звання присвоюється за екстраординарні заслуги та досягнення, що були зроблені для захисту Куби і завоювань революції або за винятковий внесок у справу соціалізму і боротьби проти імперіалізму.

## Відомі нагороджені
З моменту заснування звання їм були нагороджені понад сорок осіб і одне місто.
- Арнальдо Тамайо Мендес (26 вересня 1980) — перший кубинський космонавт, перший Герой Куби.
- Юрій Романенко (1980) — льотчик-космонавт СРСР.
- Валерій Рюмін (1980) — льотчик-космонавт СРСР.
- Леонід Попов (1980) — льотчик-космонавт СРСР.
- Леонід Брежнєв (1981) — радянський державний і партійний діяч.
- Сантьяго-де-Куба (1984) — перше місто-герой Куби.
- Рауль Кастро (1998) — кубинський революціонер і державний діяч, брат Фіделя Кастро.
- Хуан Альмейда Боске (1998) — один з лідерів кубинської революції, військовий і політичний діяч.